# Lendler

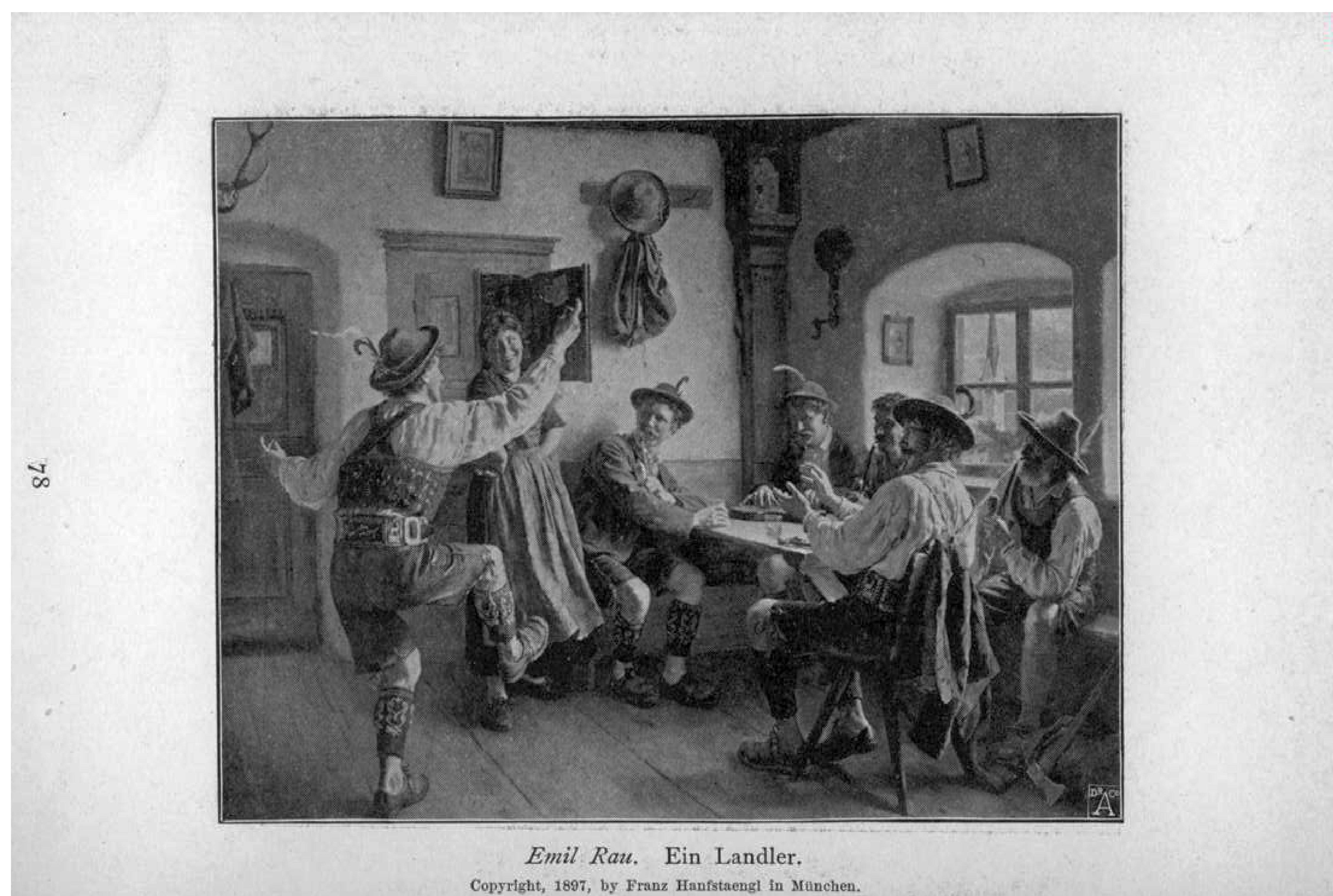
Lendler na rycinie z XIX wieku

Lendler (niem. Ländler) – austriacki taniec ludowy w metrum 3/8 lub 3/4, w tempie umiarkowanym. Popularny pod koniec XVIII i na początku XIX wieku. Prototyp walca.
W XVIII wieku był najpopularniejszym tańcem ludowym w Austrii i południowych Niemczech, a także na terenach Czech, Moraw, Słowenii i północnych Włoch. Przed upowszechnieniem się jego nazwy na początku XIX wieku, określany był mianem Tanz (niem. taniec) z dookreśleniem regionu, np. Salzburger Tänze. Początkowo był tańcem typowo wiejskim, z przytupami, klaskaniem w dłonie i przyśpiewkami. Z upływem czasu nabrał elegancji i wchłonięty został przez walca.
Lendlery komponowali m.in. Wolfgang Amadeus Mozart (6 tańców niemieckich KV 606), Ludwig van Beethoven i Franz Schubert (12  tańców niemieckich op. 171 D. 790), a jego rytm wykorzystywali później Anton Bruckner, Gustav Mahler i Alban Berg (Koncert skrzypcowy i opera Wozzeck).